# Капка Кънева
Капка Николаева Кънева е българска художничка илюстраторка. Работи в областта на хартиената скулптура, илюстрацията и книжния дизайн. Изследва възможностите на детската пространствена книга да поражда интерес и отношение към четенето. Преподава в катедра „Книга, илюстрация, печатна графика“ в Националната художествена академия. През последните години експериментира с изобразителния потенциал на светлината в серия голямоформатни арткниги инсталации от метал, които определя като „пространства на сенките“.

## Биография
Капка Кънева е родена на 5 февруари 1978 г. в София.  Завършва Художествената гимназия „Илия Петров“ и специалността „Книга и печатна графика“ в Националната художествена академия при доц. Стефан Груев и проф. Владислав Паскалев (2003). През 2006 г. печели конкурс за престой и работа в „Cite Internationale des Arts“, Париж, а през 2008 г. защитава докторската си дисертация, посветена на нетрадиционните издания за деца.
От 2009 до 2014 г. Капка Кънева преподава „Илюстрация и оформление на книгата“ в специалност „Книгоиздаване“ към Факултета по журналистика и масова комуникация на Софийския университет.
Сред издателствата, за които работи, са „Лист“, „Кръг“, „Панорама“, „Колибри“, „Жанет 45“, Small Stations Press, Oxford University Press, Мадрид и др.
Автор е на изследването „Играта като книга“ („Панорама“, 2014). Издава каталога си „От хартия: изобразителни възможности на пластичния хартиен обект в илюстрацията и дизайна на книги“ (2022).
Член е на Съюза на българските художници и „ADC Bulgaria“. 
Нейни творби са притежание на Националната художествена галерия в София, галерии и частни колекции в България, Франция, Германия, Норвегия, Гърция, САЩ и др.

## Изложби
Наред с многобройните участия в общи инициативи Капка Кънева е реализирала серия самостоятелни изложби. През 2009 г. изявата ѝ в галерия „Агора“ (куратор Румяна Константинова)  ѝ носи номинация за наградите за съвременно изкуство на Мтел . През 2010 г. е изложбата ѝ в зала „Параклис“ на Националната художествена галерия в София.  През 2011 г. художничката представя илюстрации и дизайн на книги в Diósgyőr Ady Endre Cultural and Leisure Centre, Мишколц, и в Bolgár Kulturális Intézet, Будапеща. През 2012 г. е съвместната ѝ изложба с Дамян Дамянов в Българския културен институт в Москва , през 2013 г. – в галерията на Българския културен институт в Братислава , а през 2014 г. – в кафе-галерия „Антракт“ в София е открита нейна изложба с корици на книги.

## Признание и награди
През 2001 г. получава наградата за дипломна работа на фондация „Отворено общество“.
Отличена е и в конкурсите „Художникът и текстът“ (2005) и „Изкуство на българската книга“ (2006) (в категория „Дидактични издания“) като млад автор.
През 2007 и 2009 г. е номинирана за наградата „Христо Г. Данов“ в категорията „Изкуство на книгата“.
Поредицата „Европейски романтизъм“ на издателство „Алтера“ с неин графичен дизайн, получава приза „Бронзов лъв“ за най-добър издателски проект за 2010 г., а през 2011 г. на художничката е присъдена втора награда и грамота за илюстрация от Второто биенале на българския дизайн.
През 2014 г. получава наградата за високи творчески успехи на Министерството на културата на Република България.
Носител е на наградата за български автор от Осмото и Десетото международно триенале на сценичния плакат (София, 2016 и 2022), на наградата за фотоилюстрация от международния BookILL Fest (Ново Милошево, 2018), на наградата за най-добра детска книга от международния конкурс Image of the Book (Москва, 2019) и на „Златна четка“ за изключителни постижения в художественото оформление на книгата от фестивала „Пловдив чете“ (2021).
Номинирана е за ALMA – мемориална награда „Астрид Линдгрен“ за илюстрация за 2021 и 2022.